# إيفانا بيترز
إيفانا بيترز (بالصربية: Ивана Петерс)‏ هي مغنية وملحنة صربية، ولدت في 22 أغسطس 1974 في بلغراد في صربيا.